# Vall baixa de l'Awash
La Vall baixa de l'Awash es tracta d'un dels conjunts de jaciments paleontològics més importants d'Àfrica. Està situat a la vall del riu Awash (o Aouache), a la regió d'Afar, a Etiòpia.Està inscrit a la llista del Patrimoni de la Humanitat de la UNESCO des del 1980.